# Cesare Pozzo
Cesare Pozzo (Serravalle Scrivia, 1º gennaio 1853 – Udine, 15 maggio 1898) è stato un sindacalista italiano.

## Biografia
Fu il primo macchinista ferroviario che curò l'organizzazione dei ferrovieri e in particolare dei macchinisti, rivestendo anche la carica di presidente della mutua di Milano.
La sua attività fu improntata ad ideali prima mazziniani e saffiani, poi socialisti. Fu più volte punito e costretto a emigrare in molti depositi locomotive d'Italia.
Morì suicida lanciandosi sotto un treno presso una stazione di Udine. Il suo corpo fu sottoposto alla cremazione e le ceneri trasferite al cimitero monumentale di Milano.

## Omaggi
- La ex mutua dei macchinisti (la Società di mutuo soccorso tra macchinisti e fuochisti delle ferrovie dell'Alta Italia, fondata a Milano il primo maggio del 1877), di cui è stato presidente, è oggi una delle più grandi società di mutuo soccorso esistenti in Italia e porta il suo nome: Società nazionale di mutuo soccorso Cesare Pozzo.
- Per valorizzare la storia, le idee, le radici etiche di tutte le espressioni del mutualismo, la Società nazionale di mutuo soccorso “Cesare Pozzo” ha deciso di dare vita, nel 2008, alla "Fondazione Cesare Pozzo per la mutualità".